# Radio Dijon Campus
 (novembre 2019).
Radio Dijon Campus est une radio associative (catégorie A) diffusant un programme généraliste sur l'ensemble de l'agglomération dijonnaise sur la fréquence 92,2 FM. 
Se positionnant comme un média de proximité, Radio Dijon Campus est un relais pour de diverses structures socioculturelles. La radio s'adresse à tous les publics qu'ils soient étudiants ou non.

## Historique
Radio Dijon Campus, la plus ancienne radio locale de Dijon existant encore, a été créée en 1981 après que François Mitterrand eut légalisé à son élection les émissions radios alors considérées comme « pirates ». (novembre 1981, création de l'ADEXPRA : Association pour le Développement de l'EXPression RAdiophonique titulaire aujourd'hui encore de l'autorisation). Elle a commencé ses émissions le 26 avril 1982 à 18 heures sur la fréquence de 92,1 MHz, puis 90,9 MHz. À cette époque, chaque radio se calait là où elle le jugeait bon sur la bande FM avec parfois quelques conflits de voisinage pour être sur la meilleure fréquence.
C'est à l'initiative de Claude Patriat et d'autres membres du corps enseignant de l'Université de Bourgogne que la radio, en  projet depuis 1979, vit le jour. Raymond Pontoux magasinier à la Biblilothèque Universitaire devient vite le collaborateur indispensable et efficace de Bernard Savonnet pour construire la totalité de la radio (du studio à l'antenne) et veiller à son fonctionnement 24 heures sur 24. Claude Patriat, président-fondateur de la radio, dirige la ligne éditoriale et le comité des programmes jusqu'en 1999.
La "Haute Autorité"  accorde la fréquence de 94,7 MHz en 1984 ; mais cette fréquence est en interférence avec le Programme de la Radio Suisse Romande (94,8 MHz). Protestations de cette dernière et des "Amis de la Radio Suisse Romande", association installée à Dijon, et finalement problèmes incessants pour les deux radios. Aucune démarche officielle n'aboutissant, les techniciens de "Campus" vont profiter de l'inertie de la Commission Nationale de la Communication et des Libertés (CNCL) qui a brièvement succédé en 1986 à la "Haute Autorité", et de la bienveillance de T.D.F. pour essayer diverses fréquence : 102,5,  100,2, du 100,4, et retour plutôt brutal au 94,7 MHz en novembre 1987 quand il apparait que la fréquence de 100,4 MHz (et sa forte puissance) empêchait depuis trois mois tout fonctionnement du laboratoire de Chimie Organique de l'Université : quatre antennes aux quatre coins de la B.U. émettaient depuis août avec un émetteur rendant la radio audible jusqu'à Belfort. Le Conseil supérieur de l'audiovisuel est créé en 1989 et avec son service local, le Comité Technique Radiophonique de Bourgogne Franche Comté (CTR) engagent la première grande planification en France ; les fréquences en interférence avec la Suisse Romande sont abandonnées, aucun émetteur ne peut être installé en ville dans un rayon qui comprend le campus et lors de la "nuit bleue" du 15 janvier 1991, l'émetteur de la B. U. est arrêté définitivement puis "Campus" démarre ses émissions sur 92,2 MHz depuis les hauteurs de Chenôve, fréquence qu'elle occupe toujours. 
N'émettant en 1982 que quelques heures par jour (de 7 h à 8 h le matin pour l'information et de 18 h à 24 h) depuis le 4e étage de la faculté des sciences Gabriel où elle occupait l'ancienne réserve de la cafétéria avec un émetteur de 20 watts et une antenne sur la terrasse de la Faculté, la radio se développa rapidement pour émettre 24 heures sur 24 notamment grâce notamment à des batteries de magnétophones à bande qui enchaînaient les programmes. Une anecdote : le matin à 7 h, le bulletin météo était réellement fait par le professeur de droit, Jean Bart depuis sa station personnelle de Marsannay la Côte, sous le pseudonyme de "Jean Millibar". En juillet-août 1982 elle se transforme en "Radio Cours Internationaux d'été" et parle en 30 langues différentes ; en 1983 elle se fait construire un studio à la Foire de Dijon et émet pour la première fois en dehors du campus. Grâce à une "valise-téléphone" construite par les techniciens des retransmissions ont lieu, à Dijon et en dehors (jusqu'à Saint-Jean-de-Losne).
Radio Dijon Campus embauche dès 1983 son premier salarié, Brigitte Birrer qui sera l'âme et la voix de la radio de nombreuses années jusqu'à son décès à l'âge de 34 ans.
En 1984, à la création de l'atheneum au cœur de l'université, Radio Dijon Campus construit un deuxième studio pour s'installer dans ce nouveau lieu culturel. Les émissions vont alterner entre le studio "Gabriel" et l'atheneum permettant de faire de la production dans un studio tout en émettant en direct de l'autre. En 1987 un émetteur est installé en haut de la Bibliothèque Universitaire. Trois kilomètres de câbles relient "Gabriel", l'atheneum et la B.U.
En 1992, Radio Dijon Campus rejoint l'ÉPRA (Échanges et productions radiophoniques).
En 1995, Radio Dijon Campus noue un partenariat, toujours d'actualité, avec une nouvelle salle de concert lui permettant de proposer à ses auditeurs des lives et des interviews d'artistes nationaux et internationaux. Sur sa lancée, la radio se fait l'écho d'évènements d'envergure nationale tel que le printemps de Bourges ou les Eurockéennes de Belfort. 
En 1996, Radio Dijon Campus participe pleinement[source secondaire souhaitée] à la création du réseau Radio Campus France, dont elle est toujours membre. 
1999 est une année où de nouveaux équipements font leur apparition}. À cette période, la radio se professionnalise et accueille de nouveaux salariés en emplois aidés, une équipe de rédaction est créée[source secondaire souhaitée]. 
En 2001 est tentée une implantation au Creusot. 
La radio s'agrandit en 2006 en étendant ses locaux au sein de l'Atheneum, centre culturel de l'Université de Bourgogne[Quoi ?]. 
En 2018, Radio Dijon Campus devient la première radio associative en termes d'audience, selon Médiamétrie.